# Fjenden i os selv
Fjenden i os selv (originaltitel: Fienden inom oss) er en bog skrevet af den svenske forfatter Jan Guillou og beskriver nogle fiktive terrorsager i Stockholm. Dele af bogen er baseret på den danske Vollsmose-sag, ligesom der er referencer til terrorsagen fra Glostrup. Bogen blev udgivet i 2007 af Piratforlaget i Sverige og blev udgivet i Danmark samme år af forlaget Modtryk. Bogen er oversat af Anders Johansen.

## Baggrund
Fjenden i os selv er ifølge Guillou selv en slags afslutning på Arn-suiten, hvor han skildrer den hellige krig mellem kristne og muslimer under korstogene i Middelalderen. Iflg. Guillou lever denne krig videre efter den 11. september 2001, nu forklædt som krig mod terror.
Efter Arn-bøgerne skrev Guillou først bogen Madame Terror hvor krigen mod terror skildres på internationalt plan, og derefter fulgte Fjenden i os selv, hvor krigen skildres i et enkelt land, Sverige. Senere fulgte Men ikke hvis det gælder din datter, som veksler mellem det nationale og det internationale.
Historien i Fjenden i os selv er ikke ren fiktion. En del af plottet, især den første terrorsag der skildres i bogen, er baseret på terrorsagen fra Vollsmose, hvor politiet ved en razzia anholdt omkring 60 personer, hvorefter syv blev varetægtsfængslet, sigtet for terror.
Disse personer sad varetægtsfængslet i mellem 1½ og 12 måneder. I sidste ende blev tre af de syv dømt til fængsel i hhv. 12, 12 og 5 år. Resten blev frikendt.
Jan Guillou siger selv i et interview i forbindelse med udgivelsen, at også en svensk terrorsag fra Tensta i Stockholm indgår i baggrunden for bogen.

## Handling
Bogen begynder midt om natten hvor det svenske politi rykker ind hos en række indvandrerfamilier, foretager en række arrestationer og bagefter hævder at have forhindret det største terrorangreb i Sveriges historie. Efterhånden går det dog op for sikkerhedspolitiet SÄPO at afhøringerne ikke kommer nogen vegne. Grundlaget for varetægtsfængslingen af de ni terrortiltalte skranter, og man har desperat brug for afgørende beviser.
Den fremragende afhøringsekspert Ewa Johnsén-Tanguy (som Guillou har introduceret i en tidligere bog, Tyvenes marked) bliver derfor ansat for at lede afhøringerne, og der går ikke længe, før der er resultater. Ewa får dog hurtigt en fornemmelse af at der er noget galt, og hendes mistanke forstærkes da fortrolige informationer pludseligt slipper ud til pressen.
Sideløbende stiller Ewas journalistven Erik Ponti, der er ansat på radioprogrammet Dagens Eko – og kendt for at hade SÄPO efter at han selv (ligesom Guillou selv) en gang har været anholdt og forhørt af SÄPO – mange kritiske spørgsmål om sagen, og han foretager sin egen efterforskning i et forsøg på at finde sandheden. Dette sætter Erik og Ewas venskab stærkt på prøve, og spørgsmålet er om de kan holde arbejde og fritid adskilt.
I klemme mellem Ewa og Erik er Ewas mand, Pierre Tanguy (der sammen med Erik Ponti er hovedpersoner i Guillous roman Ondskaben fra 1981). I en af sidehandlingerne i Fjenden i os får Pierre udgivet en bog om sin tid i den franske fremmedlegion.
Midt i kampens hede bliver tre ledende figurer i det kurdiske blad Newroz anholdt for at være i besiddelse af ”materiale der er skadeligt for statens sikkerhed”. Dette grænser til justitsmord, og i forbindelse med retssagen bryder helvede på flere måder løs. Sagerne går dog alle deres gang og ender med meget hårde straffe. På bogens sidste sider sker der der dog forskellige ting, der ikke skal røbes her.

## Anmeldelse
De fleste anmeldere både i Sverige og Danmark er nogenlunde enige om at Fjenden i os selv er en flot skrevet bog, som behandler et aktuelt og nødvendigt emne. Der er dog også udbredt enighed om at bogen er noget belærende og politisk korrekt.